# کیم ماگنوسون
کیم ماگنوسون (دانمارکی: Kim Magnusson؛ زادهٔ ۲۹ سپتامبر ۱۹۶۵) تهیه‌کننده فیلم و کارگردان فیلم اهل دانمارک است.
از فیلم‌هایی که وی در آن‌ها نقش داشته‌است، می‌توان به هلیم، شب انتخابات، کافه هکتور و نورهای سوسوزننده اشاره نمود.
وی همچنین برندهٔ جوایزی همچون جایزه اسکار بهترین فیلم کوتاه (۱۹۹۹) شده‌است.